# 加藤夏海
加藤 夏海（かとう なつみ、1986年7月20日 - ）は、舞夢プロ所属のフリーアナウンサー。既婚。

## 人物
- 西条市立西条北中学校に在学中は、バレーボール部に所属。当時の同級生に、プロサッカー選手の長友佑都がいる[1]。
- 立命館大学卒業後[2]の2010年に、地元放送局のテレビ愛媛へアナウンサーとして入社。入社1年目の7月には、長友に対する「愛媛県文化・スポーツ賞」の授賞式を取材した。ちなみに、長友とは、入社前の2010年正月に同窓会で再会していたという[1]。
- 2015年、3月でテレビ愛媛を退社した後に、4月からNHK京都放送局の契約リポーターとして活動。
- 2016年、NHK京都放送局との契約期間が3月で満了したことを機に、4月から舞夢プロに所属。フリーアナウンサーとして活動するとともに、自身の経験から編み出したメソッドに沿って、話し方や発声のレッスンを主宰している。
- 2019年、第1子を懐妊したため、テレビ・ラジオのレギュラー番組を3月ですべて降板。ただし、アナウンサーやレッスン講師としての活動は、出産の直前まで継続する[3]。

## 過去の担当番組
テレビ愛媛時代
- EBCスーパーニュース
- FNNスピーク（2012年9月10日 - 14日、フジテレビアナウンサー・島田彩夏の夏期休暇に伴う代役）

NHK京都放送局時代
- ニュース610 京いちにち

フリーアナウンサーへの転身後
- キラりん滋賀（びわ湖放送、火曜日アシスタント）
- MBSヨル隊「笑い飯哲夫の明るく元気なニュースシャワー」 （MBSラジオ、2017年度のナイターオフ番組）
- ニュースなラヂオ（MBSラジオ、2018年4月2日 - 2019年3月25日）